# Sigela
Sigela es un género  de lepidópteros perteneciente a la familia Noctuidae. Es originario de América. La especie tipo es Sigela penumbrata Hulst

## Especies
- Sigela basipunctaria Walker, 1861
- Sigela brauneata (Swett, 1913) (formerly Quandara brauneata)
- Sigela eoides Barnes & McDunnough, 1913 (misspelling Sigela coides)
- Sigela holopolia Dyar, 1914
- Sigela leucozona Hampson, 1910
- Sigela mathetes Dyar, 1914
- Sigela ormensis Schaus, 1914
- Sigela penumbrata Hulst, 1896
- Sigela sodis Dyar, 1914